# Чінголо очеретяний
Чі́нголо очеретяний (Peucaea cassinii) — вид горобцеподібних птахів родини Passerellidae. Мешкає в США і Мексиці. Вид названий на честь американського орнітолога Джона Кессіна.

## Опис
Довжина птаха становить 13-15 см. Птах має світло-сіре забарвлення. подібне до забарвлення блідого чінголо, хоча дещо немніше. На спині коричневі і чорні смужки. Горло і живіт білуваті, груди жовтувато-світло-коричневі.

## Поширення і екологія
Очеретяні чінголо поширені на Великих рівнинах США і на Мексиканському нагір'ї. Вони мешкають в заростях чагарників на висоті до 1800 м над рівнем моря. Ведуть кочовий спосіб життя. Харчуються комахами. шукають їх на землі. Гніздо розміщується в густій траві. В кладці 3-5 яєць.